# Alex Kurtagić
Alex Kurtagić (* 1970) ist ein im Vereinigten Königreich lebender, der Neuen Rechten zugehöriger Schriftsteller, Musiker, Kolumnist, Herausgeber, Aktivist und Direktor des Plattenlabels Supernal Music.

## Leben
Alex Kurtagić ist slowenischer und spanischer Abstammung. Er verbrachte Teile seiner Kindheit und Jugend in Lateinamerika.

## Wirken in der Metal-Szene
1995 gründete Kurtagić die Band Benighted Leams, die seitdem vier Alben herausgebracht hat. Er gibt unter anderem Possessed, Darkthrone, Voivod und Celtic Frost, aber auch Komponisten wie Arnold Schönberg, als Einfluss an. Die Texte dieses Projektes sind in anspruchsvollem, altmodisch anmutenden Englisch gehalten und behandeln überwiegend esoterische Themen. Zudem war Kurtagić Ko-Komponist – zusammen mit Aphazel – des Stücks At the Infernal Portal (Canto III) für das 1996 veröffentlichte Album The Cainian Chronicle der Band Ancient und Koautor der Texte des Albums Ark of Thought (1997) der Band Deinonychus. Er gestaltete zudem das Cover für das zweite Album (Stormblåst) der Gruppe Dimmu Borgir.
1996 gründete er das Label Supernal Music, welches seitdem unter anderem Musik der Gruppen Astrofaes und Drudkh aus der Ukraine, Fall of the Grey-Winged One aus Belgien, Fleurety und Mayhem aus Norwegen und The Meads of Asphodel aus Großbritannien herausgebracht hat.
In den 1990ern gestaltete Kurtagić die Cover für Alben von einer Reihe von Künstlern aus dem Black-Metal-Umfeld, darunter Dimmu Borgir, Mayhem, Tormentor, Deinonychus, Ancient und anderen. Seine künstlerische Cover-Arbeit wird in dem Buch Heavy Metal Thunder: Album Covers that Rocked the World besprochen. In jüngerer Zeit wurden neue Ausgaben von Büchern von Madison Grant, Lothrop Stoddard und Francis Parker Yockey mit Coverbildern von Kurtagić veröffentlicht.

## Schriftsteller
Seit den späten 2000ern hat Kurtagić regelmäßig Beiträge für rechte Publikationen, darunter Taki's Magazine, Occidental Quarterly, Occidental Observer, Vdare, American Renaissance und Alternative Right verfasst. 2011 wurde im deutschen Unitall-Verlag unter dem Titel Ja, Afrika muss zur Hölle gehen eine Sammlung seiner Essays veröffentlicht. Eine weitere deutschsprachige Aufsatzsammlung erschien 2013 unter dem Titel Warum Konservative immer verlieren im Verlag Antaios. Im Dezember 2016 veröffentlichte der Arnshaugk-Verlag Kurtagićs Roman Mister von 2009 in deutscher Übersetzung.

## Diskographie

### Benighted Leams
- Caliginous Romantic Myth (1996)
- Astral Tenebrion (1998)
- Ferly Centesms (2004)
- Obombrid Welkins (2006)

## Bibliographie
- Mister. Iron Sky Publishing, London 2009, ISBN 978-0-9561835-0-7.
  - Mister. Deutsch von Christine Mey. Arnshaugk, Neustadt an der Orla 2016, ISBN 978-3-944064-73-4.
- Ja, Afrika muss zur Hölle gehen. Unitall-Verlag, Mühlhausen-Ehingen 2011, ISBN 978-3-905937-43-5.
- Warum Konservative immer verlieren. Edition Antaios, Schnellroda 2013, ISBN 978-3-944422-35-0.